# 戦場を駈ける女
『戦場を駈ける女』（Madame Sans-Gêne）は、1961年に公開されたフランス、イタリアの映画。監督はクリスチャン＝ジャック。出演はソフィア・ローレンなど。

## キャスト
| 役名             | 俳優                | 日本語吹替                         |
| 役名             | 俳優                | TBS版                              |
| ---------------- | ------------------- | ---------------------------------- |
| カトリーヌ       | ソフィア・ローレン  | 此島愛子                           |
| ルフェーブル軍曹 | ロベール・オッセン  | 納谷悟朗                           |
| ナポレオン       | ジュリアン・ベルト― | 家弓家正                           |
| フーシュ         | ルノー・マリー      | 池田勝                             |
| 不明 その他      |                     | 小関一 伊井篤史                    |
|                  |                     |                                    |
| 演出             | 演出                | 松川陸                             |
| 翻訳             | 翻訳                | 宇津木道子                         |
| 効果             | 効果                | 南部光庸/大橋勝次                  |
| 調整             |                     |                                    |
| 制作             | 制作                | ザック・プロモーション             |
| 解説             | 解説                | 荻昌弘                             |
| 初回放送         | 初回放送            | 1977年6月20日 『月曜ロードショー』 |

## スタッフ
- 監督：クリスチャン＝ジャック
- 製作：マレノ・マレノッティ
- 原作：H・モロー、ヴィクトリアン・サルドウ
- 脚本：クリスチャン＝ジャック、アンリ・ジャンソン
- 撮影：ロベルト・ジェラルディ
- 音楽：アンジェロ・フランチェスコ・ラヴァニーノ